# Joaquim Vilallonga i Renom
Joaquim Vilallonga i Renom (Barcelona, 28 de maig de 1944 - Barcelona, 1 de setembre de 2017) fou un jugador d'hoquei sobre patins català durant les dècades de 1960 i 1970.

## Trajectòria
Amb 7 anys començà a jugar al CP Barcelona i posteriorment jugà als Jesuïtes de Casp. Als 12 anys ingressà al CT Barcino i als 16 al FC Barcelona. L'any 1964, juntament amb Joan Sabater, Santi Garcia i el seu germà Joan Maria passa a formar part del Reus Deportiu, on jugà durant 9 temporades, fins al 1973. En aquest club va viure els seus millors anys, amb un gran palmarès, doncs guanyà sis copes d'Europa, cinc lligues espanyoles i quatre copes com a títols més destacats. Retornà al FC Barcelona, entre 1973 i 1975 i finalitzà la seva carrera novament al Reus Deportiu l'any 1978.
Amb la selecció espanyola jugà entre 1963 i 1974, 123 cops internacional, i guanyà quatre Campionats del món.

## Palmarès
Reus Deportiu
- Copes d'Europa:
  - 1966-67, 1967-68, 1968-69, 1969-70, 1970-71, 1971-72
- Lliga Nacional:
  - 1966-67, 1968-69
- Lliga espanyola:
  - 1969-70, 1970-71, 1971-72
- Copa d'Espanya:
  - 1966, 1970, 1971, 1973
- Campionat de Catalunya: 
  - 1967

FC Barcelona
- Copes d'Europa:
  - 1973-74
- Copa d'Espanya:
  - 1963
- Petita Copa del Món de Clubs: 
  - 1969

Espanya
- Campionat del Món:
  - 1964, 1966, 1970, 1972
- Campionat d'Europa:
  - 1969
- Copa de les Nacions:
  - 1964, 1967
- Copa Ibèrica
  - 1964